# Rimae Gutenberg
Le Rimae Gutenberg sono una struttura geologica della superficie della Luna.